# Peter Strieder (Kunsthistoriker)
Peter Strieder (* 4. Juli 1913 in Leipzig; † 25. Juni 2013 in Nürnberg) war ein deutscher Kunsthistoriker, der insbesondere zur deutschen Tafelmalerei des Spätmittelalters geforscht hat.

## Biographie
Peter Strieder ist der Sohn des Wirtschaftshistorikers Jakob Strieder. 1920 übersiedelten seine Eltern mit ihm nach München, wo er 1932 am Maximiliansgymnasium das Abitur machte.
Von 1932 bis 1937 studierte er in München und Frankfurt a. M. die Fächer Kunstgeschichte (bei Wilhelm Pinder, anschließend bei Hans Jantzen), Klassische Archäologie (bei Ernst Langlotz und Ernst Buschor) und Geschichtliche Hilfswissenschaften (bei Johannes Heckel). 1937 wurde er in München bei Hans Jantzen mit dem Thema Das Volk auf deutschen Tafelbildern des ausgehenden Mittelalters promoviert. 1937 bis 1939 war er Volontär bei folgenden Institutionen in München: Staatliche Graphische Sammlung, Bayerische Staatsgemäldesammlungen, und Bayerisches Nationalmuseum. 1939–1940 arbeitete er als Stipendiat am Württembergischen Landesamt für Denkmalpflege in Stuttgart. Von Mai 1940 bis September 1945 war er im Kriegsdienst (davon 3 Jahre in Burgund) und in Gefangenschaft. 
Im November 1945 wurde er Konservator am Bayerischen Landesamt für Denkmalpflege. Im Oktober 1949 wechselte er zum Germanischen Nationalmuseum nach Nürnberg. Dort war er von 1953 bis 1978 Leitender Museumsdirektor der Abteilung für Malerei bis 1800. An Wiederaufbau und Neugestaltung der Museumsbauten hatte er einen bedeutenden Anteil.
Strieder lebte mit seiner Ehefrau Ruth Strieder in Nürnberg-Reichelsdorf und Garmisch-Partenkirchen. Ihr Sohn ist der Politiker Peter Strieder.
Seit seiner Studentenzeit war Strieder aktives Mitglied der katholischen Studentenverbindung K.S.St.V. Alemannia München im KV.

## Konzipierte Ausstellungen (Auswahl)
- Meister um Albrecht Dürer. Ausstellung Nürnberg, Germanisches Nationalmuseum 1961
- 1471 Albrecht Dürer 1971. Ausstellung zum 500. Geburtstag Dürers, Nürnberg, Germanisches Nationalmuseum 1971[1]
- Vorbild Dürer. Kupferstiche und Holzschnitte Albrecht Dürers im Spiegel der europäischen Druckgraphik des 16. Jahrhunderts. Ausstellung zum 450. Todestag Albrecht Dürers, Nürnberg, Germanisches Nationalmuseum 1978[2]

## Schriften (Auswahl)
- Das Volk auf deutschen Tafelbildern des ausgehenden Mittelalters (= Münchner Beiträge zur Kunstgeschichte 5). München 1939 (Dissertation).
- Deutsche Malerei der Renaissance (Zwei Teile in einem Band: Deutsche Malerei der Dürerzeit, Deutsche Malerei nach Dürer), Langewiesche, Königstein i. Ts. 1966
- Dürer, Mailand 1976 (deutsche Ausg. Luxemburg 1977, weitere Ausgaben in Englisch, Französisch und Spanisch)
- (zusammen mit Hanna Härtie bearb.): Alfred Stange: Kritisches Verzeichnis der deutschen Tafelbilder vor Dürer Bd. 3: Franken, München 1978
- Albrecht Dürer. Das Gesamtwerk, Die Großen Meister der Malerei, Berlin 1979 (italienische Ausgabe Mailand 1980)
- Dürer. Mit Beiträgen von Gisela Goldberg, Joseph Harnest und Matthias Mende. Langewiesche, Königstein i. Ts. 1981 / 1982, englische Ausgabe London (Frederick Muller) und New York (Abaris Books), französische Ausgabe Paris (Albin Michel), niederländische Ausgabe Antwerpen / Brüssel (Mercatorfonds), serbokroatische Ausgabe Belgrad (Jugoslovenska Revija), 1983 japanische Ausgabe Tokyo (Chuokoransha).
- Tafelmalerei in Nürnberg 1350–1550, Langewiesche, Königstein i. Ts. 1993
- Albrecht Dürer: Adam und Eva. Thesen zum Auftraggeber, in: Zeitschrift des Deutschen Vereins für Kunstwissenschaft 63, 2009, S. 215–224
- Dürer. 3., überarbeitete und erweiterte Auflage 2012, betreut von Anna Scherbaum. Mit Beiträgen von Georg Josef Dietz, Joseph Harnest, Bruno Heimberg und Anna Scherbaum. Verlag Langewiesche, Königstein i. Ts. 2012, ISBN 978-3-7845-9142-1

## Archivalien
- Umfangreiche Korrespondenz mit Kollegen und Freunden, 1950–1994 (Geschenk des Wissenschaftlers) im Historischen Archiv des Germanischen Nationalmuseums.